# Frederiksberg Volley
Frederiksberg Volley est un club danois de volley-ball fondé en 2000 et basé à Frederiksberg, évoluant pour la saison 2017-2018 en Volleyligaen Damer.

## Palmarès
- Championnat du Danemark
  - Finaliste : 1996.
- Coupe du Danemark
  - Finaliste : 1995, 2013.

## Effectifs

### Saison 2019-2020
| No                         | Nom                                 | Date de naissance          | Taille                         | Poids                          | Poste                          |
| -------------------------- | ----------------------------------- | -------------------------- | ------------------------------ | ------------------------------ | ------------------------------ |
| 1                          | Clara Christensen Viera             | 11 août 1994               | 167                            | 58                             | Libero                         |
| 2                          | Ida Finsen Flensted                 | 28 juillet 1995            | 182                            | 69                             | Attaquante                     |
| 3                          | Freja Schmidt Mühlendorph Birkemose | 16 avril 1999              | 175                            |                                | Réceptionneuse-attaquante      |
| 4                          | Stephanie Steinbüchel Dahl          | 28 août 1996               | 165                            | 61                             | Passeuse                       |
| 6                          | Johanne Emilie Kappel               | 24 juin 1999               | 175                            | 62                             | Réceptionneuse-attaquante      |
| 7                          | Line Møller Rasmussen               | 9 avril 1988               | 182                            | 78                             | Centrale                       |
| 8                          | Mai Glerup Kristensen               | 19 avril 1995              | 178                            |                                | Centrale                       |
| 9                          | Emilie Castillo Hundrup             | 24 avril 1999              | 165                            |                                | Passeuse                       |
| 10                         | Anna Stage Hansen                   | 15 juillet 1993            | 179                            |                                | Réceptionneuse-attaquante      |
| 11                         | Mira Natius Abildgaard              | 1er août 1993              | 179                            | 79                             | Réceptionneuse-attaquante      |
| 12                         | Pernille Mortensen                  | 24 janvier 1998            | 186                            | 70                             | Attaquante                     |
| 13                         | Fränze Svarre-Lindner               | 21 juillet 1985            | 180                            |                                | Centrale                       |
| 14                         | Rikke Katrine Larsen                | 7 avril 1988               | 180                            | 68                             | Réceptionneuse-attaquante      |
| 15                         | Ann-Katrine Bisgaard Håkansson      | 23 février 1998            | 174                            | 59                             | Passeuse                       |
| 16                         | Sarah Cornier Frederiksen           | 2 mai 1995                 | 176                            |                                | Réceptionneuse-attaquante      |
| 17                         | Ida Lindhardt Blomberg              | 16 juillet 2000            | 174                            | 69                             | Réceptionneuse-attaquante      |
|                            |                                     |                            |                                |                                |                                |
| Encadrement technique      | Encadrement technique               |                            | Légende                        | Légende                        | Légende                        |
| Entraîneur : Lars Engell   | Entraîneur : Lars Engell            | Entraîneur : Lars Engell   | : Capitaine                    | : Capitaine                    | : Capitaine                    |
| Entraîneur(s) adjoint(s) : | Entraîneur(s) adjoint(s) :          | Entraîneur(s) adjoint(s) : | : Joueuse blessée actuellement | : Joueuse blessée actuellement | : Joueuse blessée actuellement |